# Rose de Luther
Pour les articles homonymes, voir Rose et Martin Luther.
La rose de Luther apparaît dès 1519 comme sceau sur certains écrits de Martin Luther, garantissant l'authenticité de ceux-ci. Elle représente de plus un résumé de la foi de Luther, et est aujourd'hui le symbole des chrétiens luthériens.

## Symbolique

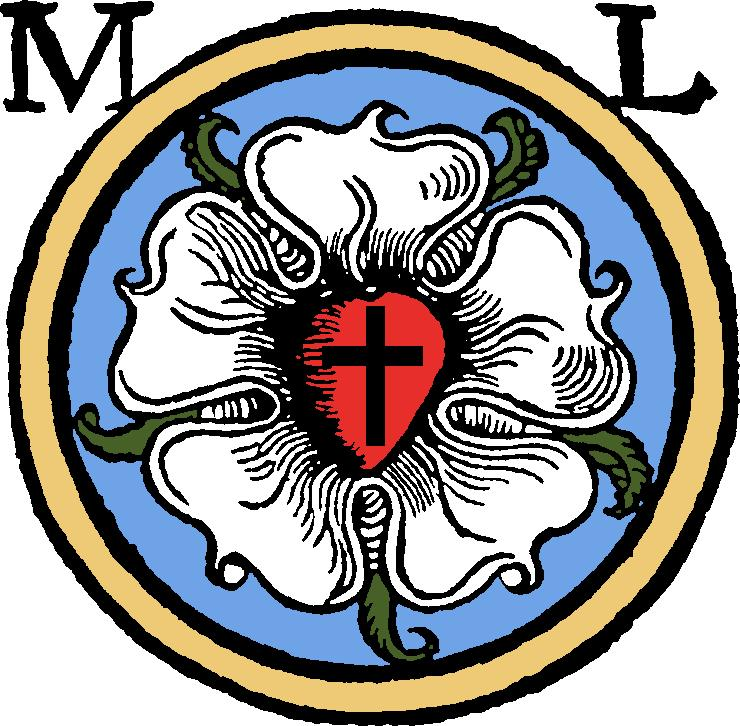
Dessin d'une rose de Luther.

Rose de Luther au Musée miniature de l'art professionnel Henri Jan Dominiak à Tychy, dimensions 15 × 15 mm.

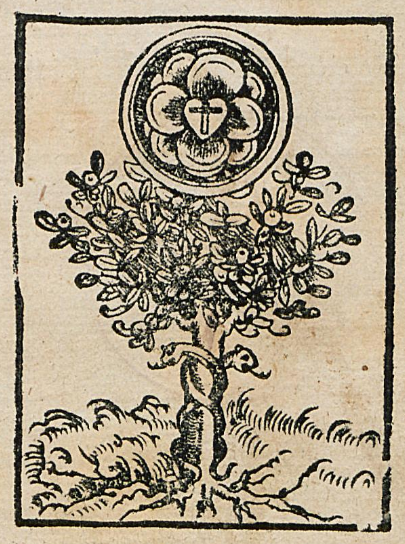
Marque de l'imprimeur Joseph Klug.

Rose luthérienne ukrainienne.

### Description des composants
- La croix noire est le symbole de la croix de Jésus-Christ.

Elle figure au centre de la rose, rappelant l'importance centrale de la mort du Christ. En effet, c'est la foi en la mort de Jésus sur la croix et en sa résurrection qui justifie et sauve.
- Le cœur rouge est le symbole du cœur des chrétiens.

Car la croix donne la vie au chrétien, qui à son tour doit aimer comme Jésus l'a aimé.
- La rose blanche est le symbole de la joie et de la paix.

La foi procure joie, consolation et paix du cœur.
- Les flammes dorées est le symboles du Saint-Esprit.

Elles se trouvent entre les pétales de rose mais ne sont pas d'origine sur la rose de Luther, et sont parfois remplacées par des feuilles. Elles représentent les flammes de l'Esprit, descendues sur les apôtres le jour de la Pentecôte. Elles montrent que l'esprit éclaire le chrétien et le pousse à rayonner : aimer son sauveur et témoigner de sa foi. La prédication des apôtres portera du fruit, car l'Esprit secoue les cœurs et y amène un feu nouveau.
- L'arrière-plan bleu signifie le ciel

Il montre que la joie issue de la foi est le début d'une nouvelle vie qui continue au ciel. Il s'agit de l'idée chère à Luther du « déjà et pas encore ».
- L'anneau d'or est le symbole de l'éternité.

Comme l'or qui ne rouille pas et qui est le plus précieux des métaux, il montre l'éternité de la vie céleste qui attend le chrétien.

### Interprétation globale de Luther
Dans une lettre de 1530 rédigée à l'intention du poète allemand Lazarus Spengler, Martin Luther explique que son armoirie est conçue comme « une représentation symbolique » de sa théologie. Il la décrit de la manière suivante : 

« La première chose est une croix noire, sur un cœur conservant sa couleur naturelle, pour me rappeler que c'est la foi dans le Crucifié qui nous sauve. « Car c'est avec le cœur que l'homme croit pour obtenir la justice » [Rm 10:10]. Et même s'il s'agit d'une croix noire, mortifiant la chair et infligeant volontairement une douleur, elle ne change pas la couleur du cœur ni ne détruit notre nature ; elle ne tue pas, mais préserve la vie. Car le juste vivra par la foi [Rm 1:17], c'est-à-dire par la foi au Crucifié. Ce cœur doit être placé au milieu d'une rose blanche, pour montrer que la foi donne la joie, la paix et le réconfort, tels que le monde ne peut les donner. C'est pourquoi la rose est blanche et non rouge, car le blanc est la couleur des esprits et de tous les anges. Cette rose est placée sur un champ d'un bleu céleste, car cette joie spirituelle et cette foi sont un commencement des joies futures du ciel, dont nous jouissons dès maintenant par l'espérance, bien qu'elles ne soient pas encore manifestes à l'œil extérieur. Et, entourant ce champ, un anneau d'or, pour signifier que cette félicité du ciel dure pour les siècles des siècles [l'anneau est un symbole d'éternité], et qu'elle est plus précieuse que tous les autres plaisirs et possessions, de même que l'or est le plus précieux de tous les métaux. »